# رونگوین
رونگوین شهری در شهرستان سابسه در استان بام در بورکینافاسوی شمالی است و جمعیت آن ۵۰۲ نفر است.